# Sphaerobothria hoffmanni
Genre
Espèce
Sphaerobothria hoffmanni, unique représentant du genre Sphaerobothria, est une espèce d'araignées mygalomorphes de la famille des Theraphosidae.

## Distribution
Cette espèce se rencontre au Costa Rica et au Panama.

## Publication originale
- Karsch, 1879 : Arachnologische Beiträge. Zeitschrift für die gesammten Naturwissenschaften,  vol. 52, p. 534-562.